# 浜松市立浜名中学校
浜松市立浜名中学校（はままつしりつはまなちゅうがっこう）は、静岡県浜松市浜名区にある公立中学校。

## 概要
浜松市内で最大の生徒数を誇る中学校である。浜名小学校と内野小学校の小学区の子供が数多く通っている。2017年度までは小松八幡神社の敷地内に立地していたが、2018年度からは馬込川をはさんで西に1kmほどの場所に移転している。これは、浜北区染地台地域の世帯数増加に伴う生徒数の増加により教室数の不足を防ぐことや中学区の最南端という立地の悪さを改善するためである。
現在旧校舎跡地にはドラッグストア杏林堂薬局小松店が開業している。また旧校舎の体育館は取り壊されず改修工事が行われ、浜名協働センター付設体育館として存続している。